# Uçá
Uçá, caranguejo-uçá, catanhão, caranguejo-verdadeiro ou  uçaúna é um caranguejo da família dos ocipodídeos. A carne do caranguejo-uçá é muito apreciada na culinária; sua carapaça também é utilizada no artesanato, em cosméticos e na alimentação animal.

## Biologia

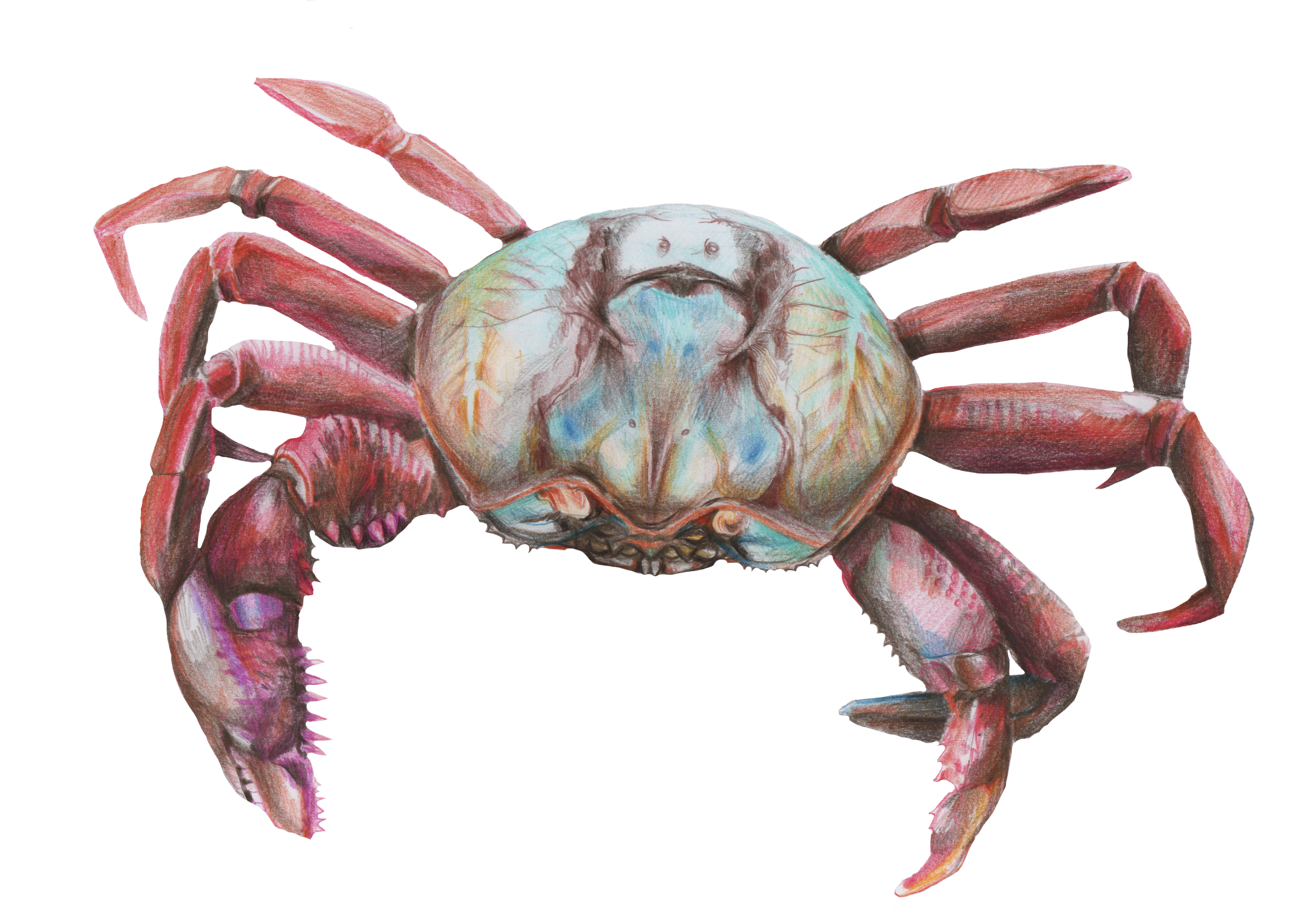
Desenho a lápis do caranguejo-uçá

O Ucides cordatus apresenta duas subespécies distintas, classificadas assim pela sua distribuição geográfica e diferenças morfológicas; o U. cordatus occidentalis (caranguejo vermelho ou guariche) é endêmico da costa oeste do continente Americano, habitando áreas de manguezais do Pacífico, desde a Califórnia até o Peru; apresenta uma carapaça cinza avermelhada cujas margens laterais apresentam um nítido tom vermelho-alaranjado, com patas também de tonalidade avermelhada.
A subespécie Ucides cordatus cordatus possui carapaça de coloração que varia do azul-celeste ao marrom escuro, patas lilás ou roxas, quando na fase juvenil, e de cor ferruginosa ou marrom-escuro em exemplares adultos; sendo encontrada em mangues, desde o estado da Flórida até o Sul do Brasil;  é uma das espécies mais comuns nos manguezais da costa atlântica ocidental. O termo “uçá” vem do tupi u’sa (caranguejo).
A espécie é onívora; alimenta-se principalmente de folhas em decomposição, frutos e sementes de mangue-preto, coletados próximos à toca durante a maré baixa e levados para o interior da galeria; algumas vezes observa-se o consumo de pequenos mexilhões e moluscos.
O caranguejo-uçá é territorialista; escava e mantém a limpeza de suas próprias tocas, raramente entrando em uma galeria que não a sua própria, e se isto ocorre, o invasor é imediatamente expulso. Também são animais assustados, qualquer movimento nas proximidades os afugenta para suas galerias.  A profundidade de suas tocas pode chegar de 60 até 180 cm, a depender da região e da época do ano.
No acasalamento, a espécie abandona sua toca, vagando lenta e errantemente pelo manguezal, fenômeno conhecido como “andada”, “carnaval” ou “corrida” do caranguejo; os machos, que têm porte maior, lutam entre si e perseguem as fêmeas para a cópula. O período de acasalamento varia com os estudos e a região, sendo registrado no Brasil entre dezembro e maio.
Após a fecundação, a fêmea carrega externamente em seu abdome uma massa de ovos (bolsa ovígera); as larvas são liberadas na água e crescem no oceano, tornando-se adultos em 10 a 12 meses.

## Importância socieconômica
Os manguezais são de grande importância econômica para uma parcela da população humana litorânea; dentre os recursos extraídos como fonte de renda, a captura do caranguejo-uçá é a atividade em escala comercial mais importante nos mangues do Brasil. Nos estados do Pará e Maranhão (responsáveis por 50% da extração da região Norte e Nordeste) foram capturados 9700 toneladas entre os anos de 1998 e 1999.
A sustentação desta atividade extrativista só é possível com o controle da degradação dos manguezais e da catação do caranguejo, respeitando-se seu período de reprodução e tamanho mínimo para venda (o animal atinge o tamanho comercial com 6 a 11 anos de idade).
Assim, uma portaria de 2003 do IBAMA estabeleceu a largura mínima da carapaça de 60 mm permitida para a cata; medidas inferiores impossibilitam a coleta, transporte ou beneficiamento do caranguejo; bem como proibiu a captura entre 1º de dezembro até 31 de maio (período de defeso).